# Cizeta

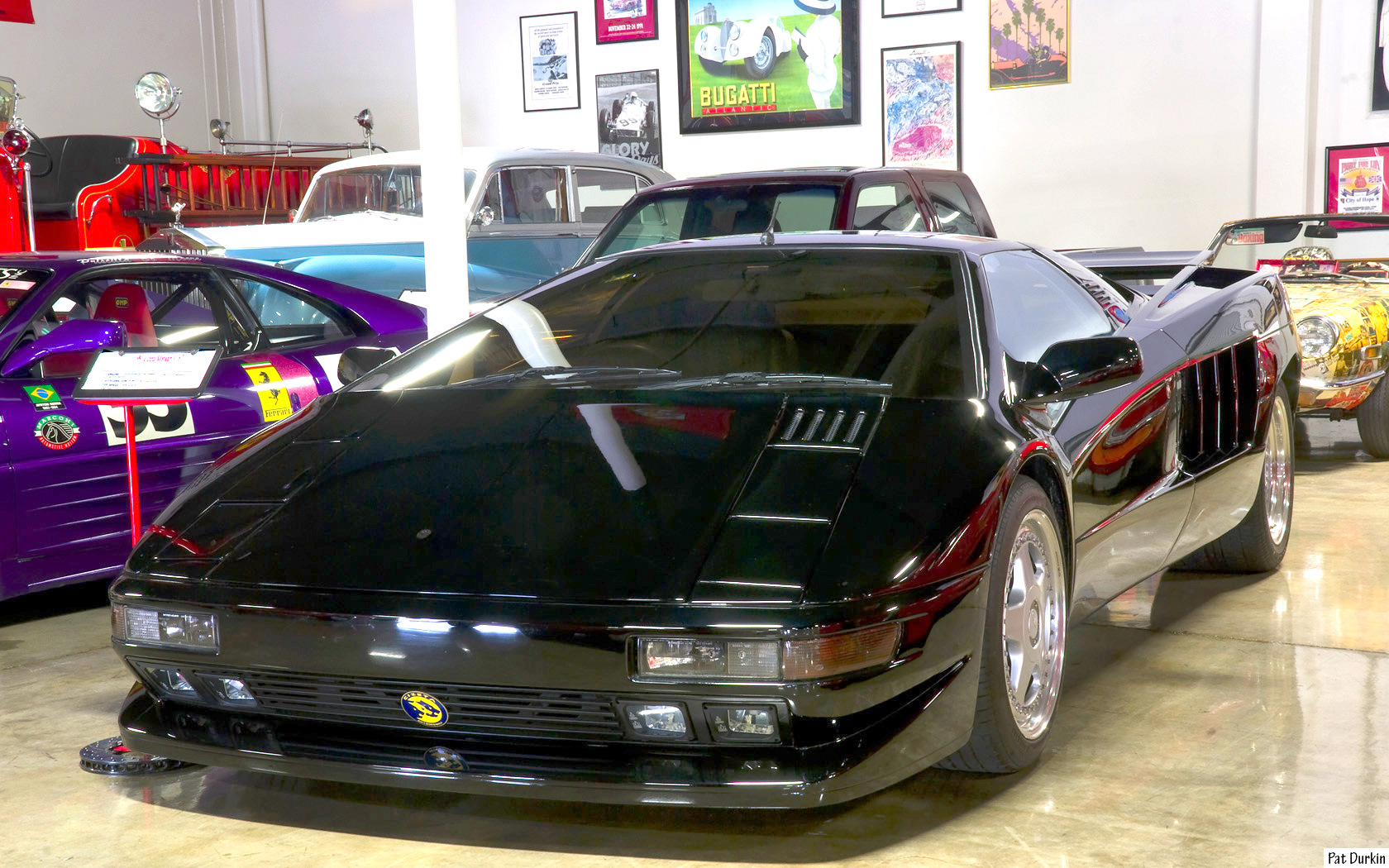
Cizeta Moroder

Cizeta – włoski producent samochodów. Firma założona w połowie lat osiemdziesiątych XX wieku przez Claudio Zampollego i Giorgio Morodera. 
Jedynym modelem oferowanym przez firmę była Cizeta V-16, początkowo znana jako Cizeta Moroder V-16. Nazwa firmy to włoska wymowa inicjałów założyciela firmy. We wczesnych latach dziewięćdziesiątych firma napotkała trudności finansowe i w 1995 roku ogłoszono jej bankructwo. Claudio Zampolli po upadku firmy przeprowadził się do Kalifornii, tam założył firmę Cizeta Automobili USA. Firma ta oferuje legendarny supersamochód do dziś, produkcja prowadzona jest "na zamówienie" a najniższa cena jaką trzeba zapłacić za Cizetę V16T to 649 tys. dolarów.